# Episodi di Castle (ottava stagione)
L'ottava e ultima stagione della serie televisiva Castle è stata trasmessa in prima visione assoluta negli Stati Uniti d'America da ABC dal 21 settembre 2015 al 16 maggio 2016.
In Italia la stagione è andata in onda in prima visione satellitare da Fox, canale a pagamento della piattaforma Sky, dal 2 dicembre 2015 al 27 luglio 2016.
| nº | Titolo originale            | Titolo italiano                | Prima TV USA      | Prima TV Italia  |
| -- | --------------------------- | ------------------------------ | ----------------- | ---------------- |
| 1  | XY                          | XY                             | 21 settembre 2015 | 2 dicembre 2015  |
| 2  | XX                          | XX                             | 28 settembre 2015 | 9 dicembre 2015  |
| 3  | PhDead                      | Professor Castle               | 5 ottobre 2015    | 16 dicembre 2015 |
| 4  | What Lies Beneath...        | Le verità nascoste             | 12 ottobre 2015   | 23 dicembre 2015 |
| 5  | The Nose                    | Il naso                        | 19 ottobre 2015   | 30 dicembre 2015 |
| 6  | Cool Boys                   | Il piccolo genio               | 9 novembre 2015   | 6 gennaio 2016   |
| 7  | The Last Seduction          | L'ultima seduzione             | 16 novembre 2015  | 13 gennaio 2016  |
| 8  | Mr. & Mrs. Castle           | Il signore e la signora Castle | 23 novembre 2015  | 20 gennaio 2016  |
| 9  | Tone Death                  | Note mortali                   | 8 febbraio 2016   | 27 aprile 2016   |
| 10 | Witness for the Prosecution | Testimone d'accusa             | 14 febbraio 2016  | 4 maggio 2016    |
| 11 | Dead Red                    | Sul suolo russo                | 15 febbraio 2016  | 11 maggio 2016   |
| 12 | The Blame Game              | La colpa è vostra              | 22 febbraio 2016  | 18 maggio 2016   |
| 13 | And Justice for All         | E giustizia per tutti          | 29 febbraio 2016  | 25 maggio 2016   |
| 14 | The G.D.S.                  | La G.D.S.                      | 7 marzo 2016      | 1º giugno 2016   |
| 15 | Fidelis Ad Mortem           | Fidelis ad Mortem              | 21 marzo 2016     | 8 giugno 2016    |
| 16 | Heartbreaker                | Un amore di ladra              | 4 aprile 2016     | 15 giugno 2016   |
| 17 | Death Wish                  | Desideri mortali               | 11 aprile 2016    | 22 giugno 2016   |
| 18 | Backstabber                 | Pugnalata alle spalle          | 18 aprile 2016    | 29 giugno 2016   |
| 19 | Dead Again                  | Morto di nuovo                 | 25 aprile 2016    | 6 luglio 2016    |
| 20 | Much Ado About Murder       | Molto rumore per un omicidio   | 2 maggio 2016     | 13 luglio 2016   |
| 21 | Hell to Pay                 | Demoni                         | 9 maggio 2016     | 20 luglio 2016   |
| 22 | Crossfire                   | Fuoco incrociato               | 16 maggio 2016    | 27 luglio 2016   |

## XY
- Titolo originale: XY
- Diretto da: Rob Bowman
- Scritto da: Terence Paul Winter, Alexi Hawley

### Trama
Beckett è ormai diventata capitano di polizia. Per festeggiare il suo primo giorno di lavoro Castle le regala un braccialetto con la scritta "Sempre". Proprio mentre lo riceve squilla il telefono Beckett risponde e dice che si trattava di un call center e si allontana dicendo di avere una riunione con i suoi nuovi capi. Nel frattempo Esposito e Ryan si contendono la scrivania di Beckett. Ryan confida all'amico che la moglie è di nuovo incinta e un aumento di stipendio gli farebbe comodo. Castle si reca nel suo ufficio investigazioni e trova Franco Mancini che si dichiara soddisfatto per la risoluzione del suo caso di cui Castle non sa nulla. Scopre così che Alexis sta lavorando come "socia" presso la sua agenzia di investigazioni e ha risolto già qualche caso. Mentre padre e figlia discutono, arriva la telefonata di Esposito che è alla ricerca di Beckett, ma non trovandola, chiede aiuto allo scrittore per risolvere un caso. 
Arrivati sul posto, i detective trovano tre cadaveri che sembrano essere stati freddati da un cecchino. L'assassino ha perso molto sangue e, cosa ben più grave, sembra che Beckett sia stata sulla scena del crimine perché viene rinvenuto il braccialetto che Castle le aveva regalato. Il sangue sulla scena del crimine viene analizzato e il laboratorio conferma che appartiene a Beckett. I documenti delle vittime però sono falsi, così come la riunione di Beckett con i nuovi capi. Controllando la carta di credito di una delle vittime si risale a un appartamento in affitto nel quale si nasconde un ex agente di Scotland Yard, Hayley Vargas, esperta in sicurezza informatica, ora assunta da una compagnia assicurativa alla quale un hacker ha rubato dei numeri di previdenza sociale e pertanto stava seguendo una pista per indagare. L'alibi della donna regge e pertanto sono costretti a lasciarla andare. È stato però trovato un furgone sporco di sangue vicino a una lavanderia e pare che Beckett secondo una testimone sia passata di lì con un uomo indiano al quale impartiva ordini. Si scopre così che la telefonata che aveva ricevuto in mattinata era di questo fantomatico uomo. Beckett è nei guai e, non potendo chiedere aiuto, si è introdotta in lavanderia per ricucirsi la ferita. 
Sopraggiunge la telefonata di Alexis che chiede al padre di recarsi immediatamente nel suo ufficio. Una volta giunto là Castle troverà Alexis in compagnia di Hayley che si offre di dargli una mano a ritrovare sua moglie e, con il suo ritrovamento, a chiudere il caso a cui sta lavorando visto che sembrano strettamente collegati. Anche Alexis si mette sulle tracce di Beckett scoprendo che l'uomo che sta con lei ha bisogno di un'iniezione di insulina e pertanto decide di seguire questa pista che la conduce proprio sulle tracce di Beckett e sul suo fantomatico accompagnatore: si sono recati dall'ex senatore William Bracken. Si ipotizza così che sia lui il mandante del tentato assassinio di Beckett. Castle si reca da Bracken per ottenere risposte, ma non ottiene nulla. Ryan ed Esposito sono preoccupati per Castle, che risulta poco lucido e troppo preoccupato per la sorte della moglie. Proprio in quel momento Castle viene rapito da una donna che pensa sia al servizio di Bracken. Una volta risvegliatosi però scopre che anche loro stanno cercando Beckett. Ryan ed Esposito intanto interrogano Hayley Vargas alla ricerca di Castle: la donna è l'ultima ad averlo visto. Quest'ultimo dopo essere stato torturato e quasi ucciso riesce quasi a scappare, ma viene riacciuffato. È allora che compare Beckett e lo salva. Quando però arriva il momento dei chiarimenti sopraggiunge la polizia e Beckett fugge lasciando Castle, Alexis, Ryan ed Esposito pieni di dubbi. Castle è visibilmente scosso e si sfoga con Alexis domandandosi perché la moglie lo tenga all'oscuro di tutto. Ne nasce una discussione con Alexis che gli fa capire quanto sia importante per lei che lui resti fuori dai guai. In quel momento entrano Ryan ed Esposito con l'identikit dell'uomo che sta con Beckett, si tratta di Vikram Singh, analista dell'ufficio investigativo del procuratore generale a Washington. Non sembrano però esserci legami tra i due e Rachel McCord, l'unica che poteva aiutarli in quanto era l'agente che faceva coppia con Beckett a quei tempi, è morta la sera prima così come tutti quelli che potevano aiutarli a scoprire la verità. La donna che ha rapito Castle viene interrogata ma non fornisce spiegazioni, anzi lancia dubbi inquietanti sulla sorte di Beckett. Mentre sta per essere ricondotta in cella la donna si libera dalle guardie e impossessatasi di una pistola comincia una cruenta sparatoria all'interno del distretto. Esposito risponde al fuoco insieme ad altri agenti, la colpisce e uccide, lasciando perciò definitivamente in sospeso tutte le domande su quello che sta accadendo a Beckett. Alcuni uomini armati arrivano nel nascondiglio di Beckett.
- Guest star: Jack Coleman (William Bracken), Daisy Betts, Brad Lee Wind (Franco Mancini), Coby Ryan McLaughlin (Brooks).

## XX
- Titolo originale: XX
- Diretto da: Paul Holahan
- Scritto da: Alexi Hawley, Terence Paul Winter

### Trama
Beckett è visibilmente scossa ma alle sue spalle Vikram interrompe i suoi ricordi, domandandosi se sono al sicuro. Beckett si ricompone e gli assicura che, avendo sequestrato personalmente quel palazzo qualche settimana prima, dovrebbero essere al sicuro per qualche giorno. Nel frattempo però si vedono arrivare diversi furgoni con persone equipaggiate e armate per fare irruzione nel nascondiglio dove stanno proprio Beckett e Vikram. Mentre lui parla di quanto sia strana la situazione in cui si sono cacciati, gli uomini entrano in azione e, mentre Beckett che si era recata in bagno per controllare la ferita si accorge di avere lasciato la pistola sul lavandino, torna per riprenderla, ma sente gli uomini arrivare. Ancora disarmata urla a Vikram di scappare. Mentre stanno scappando un uomo che arriva in direzione opposta li blocca puntando l'arma proprio al cuore di Beckett finché una misteriosa donna crea un diversivo e li fa fuggire. Quando stanno per salire in auto e scappare Beckett non sentendosi al sicuro si oppone e le chiede di presentarsi. La donna dice di essere Rita, la matrigna di Castle. Beckett incredula la segue. 
Castle intanto revisiona gli indizi con Alexis, ma ha il pensiero fisso che Beckett gli abbia mentito su tutto. Fortunatamente arriva Martha con Hayley, che vuole aiutare nelle indagini. Ha infatti fatto diramare le foto di Beckett e dell'assistente all'ufficio del procuratore in tutti i luoghi trafficati della città: se Beckett è ancora nei paraggi la troveranno. Intanto Rita comunica a Beckett di essere sposata con il padre di Castle da dieci anni e dal momento che questa è un'informazione riservata nessuno lo sapeva. La donna non lavora per la CIA, ma per un'altra organizzazione molto più riservata, così quando Beckett comincia a fare domande riceve solo delle risposte evasive. La donna chiede quindi che sia Beckett a fornirle informazioni per poterla aiutare, così Kate si fida e comincia a raccontare. Scorrono i ricordi e si parte con Beckett che dopo avere ricevuto la telefonata dell'analista e il codice della richiesta di aiuto, corre da lui in soccorso: il luogo dell'appuntamento è il teatro. L'uomo dice di essere in pericolo di vita e mentre spiega a Beckett che i membri della sua vecchia squadra a Washington sono morti e che la chiave di tutto è proprio lei, tre uomini armati fanno irruzione nell'edificio e ne scaturisce una sparatoria. Beckett rimane ferita, ma riescono a fuggire su un furgone. Mentre Beckett cerca di chiamare un medico e dei rinforzi Vikram getta il telefono di Beckett dal mezzo in corsa dicendole che non può avere contatti con nessuno poiché in questo modo sono rintracciabili. Beckett raggiunge una lavanderia e, dopo avere sequestrato la padrona, si ricuce la ferita. L'uomo invece ha bisogno di insulina: è diabetico e sta avendo una crisi. L'analista informatico informa Beckett che il giorno precedente è stato allertato in quanto una ricerca di due anni prima è stata insabbiata e un documento un tempo segreto è stato parzialmente cancellato. L'oggetto della ricerca è l'incontro tra un misterioso agente dell'FBI e il senatore William Bracken. Dopodiché cinque agenti sono morti. Kate e Vikram si recano da Bracken per trovare informazioni e mentre lo attendono emerge un ulteriore particolare dai ricordi dell'analista: la parola Loksat scritta a margine del documento. Vikram aggiunge che dopo avere mandato la ricerca a McCord ha saputo del suo decesso. Kate incontra Bracken ma senza grandi risultati se non quello di spaventare terribilmente il senatore dopo avere pronunciato la parola Loksat.
Anche Castle, Ryan ed Esposito, visionando il video del colloquio fra Beckett e Bracken, vengono a conoscenza della parola chiave e cominciano a indagare. Ryan ed Esposito lasciano fuori dal caso Castle perché emotivamente troppo coinvolto e vanno da Bracken per interrogarlo mentre Castle contatta Alexis per farle fare una ricerca sulla parola chiave del caso. Quest'ultima ha nuovi indizi e sta indagando con Hayley alla ricerca di Beckett. Castle pensandola in pericolo tenta di dissuaderla, ma la ragazza si dimostra risoluta. Scorrendo le immagini registrate di Vikram e Beckett, Hayley e Alexis scoprono che i due sono stati lì per effettuare il recupero del file scomparso poi, essendosi visti quasi scoperti, sono riusciti a raggirare i malviventi inseguendoli e in questo modo hanno trovato il posto in cui Castle era rinchiuso e torturato. Beckett intanto si confronta con Rita che a sua volta la informa dicendo che c'è una talpa, un analista infiltrato nella CIA e ogni volta che è sul punto di smascherarlo quest'ultimo sembra scomparire nel nulla. Il misterioso analista è complice di Bracken; è stato lui infatti a insabbiare i traffici di quest'ultimo con un trafficante di droga ed è sempre stata la talpa a sfruttare le risorse della CIA per fare entrare droga negli Stati Uniti. Esposito e Ryan vengono a conoscenza del fatto che Bracken ha assalito una guardia volutamente per farsi mettere in isolamento. Una volta giunti nella sua cella però scoprono che quest'ultimo è morto e vengono informati da Allison Hyde che Vikram ha falsificato il suo fascicolo e si pensa quindi sia un uomo pericoloso. Rita viene a conoscenza della morte di Bracken e lo comunica a Beckett. Kate è visibilmente scossa soprattutto quando Rita le consiglia di scappare lontano e dimenticarsi della sua vita, deve andarsene al più presto, non è più al sicuro. Intanto Castle con l'aiuto di Hayley e Alexis scopre la sigla "2011BD". Invitato a tornare al distretto Castle attiva una videoconferenza nella quale scopre che proprio Vikram sembra essere la pericolosa talpa. Beckett nel frattempo annuncia che non si muoverà da lì e dopo essersi consultata con Vikram si congeda dalla matrigna di Castle che le lascia un numero da contattare qualora si trovasse in pericolo. Tornano tutti a indagare sulla misteriosa sigla finché sia Beckett che Castle, quasi telepaticamente, scoprono che si tratta del numero di coda di un aeroplano. Beckett ignara del pericolo arma Vikram e proprio mentre quest'ultimo sta per spararle sopraggiunge Castle che buttandosi devia il proiettile. Dopo un accertamento più accurato Hayley scagiona Vikram. Castle chiede spiegazioni a Beckett sul perché le abbia mentito. Dopo gli opportuni chiarimenti decidono di tornare a essere una squadra e intuiscono che l'unico modo per smascherare la talpa è portare alla luce lo scandalo Loksat, così organizzano un'intervista presso un'emittente televisiva. Infatti così uno dopo l'altro due malviventi vengono assicurati alla giustizia, ma chi muove le fila di tutto questo complotto è ancora da scoprire e probabilmente il segreto è racchiuso nel cellulare di uno dei malviventi uccisi. Di ritorno al distretto Allison Hyde propone al capitano Beckett una scorta e di tornare a Washington, ma lei gentilmente declina. Dopo che le due si congedano, torna Vikram che comunica a Beckett che il numero trovato nel cellulare è riconducibile proprio ad Allison Hyde. Quest'ultima però ha appena lasciato l'edificio. Intercettando la sua squadra trovano la Hyde morta. Svanisce così l'opportunità di sapere chi si nasconde dietro tutto questo. Rita torna da Beckett e si complimenta con lei, ma le ricorda che dietro a quel documento c'è qualcuno che non è ancora stato trovato; finché sarà in circolazione Beckett dovrebbe farsi da parte e rinunciare alle indagini, anche perché continuando a indagare metterebbe a rischio la vita di Castle. Loksat ha deciso di lasciare in pace Beckett, ma lei deve lasciare perdere. Beckett, però, decide di preparare la valigia e lasciare Castle sebbene lo ami: ha deciso di andare fino in fondo.
- Guest star: Ann Cusack (Rita), Sunkrish Bala (Vikram Singh), Coby Ryan McLaughlin (Brooks), Jack Coleman (William Bracken).

## Professor Castle
- Titolo originale: PhDead
- Diretto da: Rob Bowman
- Scritto da: Chad Creasey

### Trama
Quando uno studente membro di una confraternita di un college locale viene trovato orrendamente ucciso Castle va sotto copertura come professore per avere accesso al mondo della vittima. Invece lui e Beckett scopriranno presto che dietro il divertimento e i giochi del college ci sono segreti più oscuri che l'università vuole tenere nascosti. Contemporaneamente Beckett assieme a Vikram cerca di identificare il vero mandante degli omicidi e che ha incastrato la Hyde e per farlo contatta Mr.Smith, il vecchio amico di Mongomery che finse la sua morte, sperando che li aiuti.

## Le verità nascoste
- Titolo originale: What Lies Beneath...
- Diretto da: Larry Shaw
- Scritto da: Barry O'Brien

### Trama
Quando l'idolo di Castle, un famoso e solitario autore, viene trovato morto, Castle è determinato a risolvere il mistero dell'omicidio del suo eroe. Ma quando lui e Beckett approfondiscono le indagini scoprono che la verità è più strana della finzione.

## Il naso
- Titolo originale: The Nose
- Diretto da: Steve Robin
- Scritto da: Nancy Kiu

### Trama
Quando un oggetto d'arte di valore incommensurabile viene rubato e colui che lo trasportava viene ucciso Castle e Beckett dovranno lavorare con il testimone chiave affetto da iperosmia (una condizione in cui il naso umano sente gli odori molto più accentuati) per rintracciare il dipinto e accusare il killer.

## Il piccolo genio
- Titolo originale: Cool Boys
- Diretto da: Paul Holahan
- Scritto da: Alexi Hawley

### Trama
Il detective Slaughter torna per chiedere l'aiuto di Castle in un caso di furto di alto profilo. Ma quando è trovato il cadavere di una persona connessa con il furto Slaughter diventa il primo sospettato per il colpo trasformatosi in omicidio, mentre Castle deve decidere se sia lui il colpevole o aiutare a provare la sua innocenza.

## L'ultima seduzione
- Titolo originale: The Last Seduction
- Diretto da: John Terlesky
- Scritto da: Robert Hanning

### Trama
Per trovare il brutale assassino di un seduttore truffatore Castle e Beckett devono investigare fra l'élite di New York. Nel frattempo Castle programma di sorprendere Beckett per il loro primo anniversario di matrimonio. Castle cerca di convincere Beckett a fare una pausa nella pausa che lei si è presa. Beckett ha una gran paura a farsi rivedere con Castle, teme per la vita di Rick. Rick la convince a uscire per una cena il giorno del loro anniversario ma la sera i due collaboratori di Beckett litigano e quindi i nostri eroi rinunciano alla cena per mettere pace. Risolto il caso il giorno dopo Beckett va a casa di Rick e fanno l'amore. Ma Beckett riceve un messaggio e va via per continuare la sua indagine personale, senza immaginare che anche Castle ha letto il messaggio.

## Il signore e la signora Castle
- Titolo originale: Mr. & Mrs. Castle
- Diretto da: Jeff Bleckner
- Scritto da: Christine Roum

### Trama
Castle e Beckett indagano sull'omicidio dell'animatore di una nave da crociera, solo per trovarsi intrappolati in alto mare con il killer, che è collegato al caso di cui Beckett si sta occupando. A fine indagine Vikram comunica a Beckett che ha trovato un collegamento con Loksat: un avvocato di nome Caleb Brown. Nel frattempo Rick aiutato da Hayley scopre che Kate gli ha mentito sulla decisione di prendersi una "pausa" e che in realtà sta ancora indagando e questo lo ha deluso allora Kate per farsi perdonare gli propone di continuare a indagare insieme.